# 竹村牧男
竹村 牧男（たけむら まきお、1948年2月25日 - ）は、日本の仏教学者。専攻は唯識、禅、大乗仏教思想。学位は、博士（文学）（東京大学・論文博士・1993年）。筑波大学名誉教授、東洋大学名誉教授。東洋大学学長を歴任。

## 略歴
東京豊島区生まれ。豊島区立千早小学校、豊島区立千早中学校、東京都立小石川高等学校卒業、1971年に東京大学文学部卒業、1975年、同大学院印度哲学専修博士課程中退。
1993年に『唯識思想論攷 -三性説の哲学的究明』で東京大学より文学博士（乙種）の学位を取得。

### 職歴
文化庁宗務課専門職員を経て三重大学助教授に移籍、筑波大学に転じ、教授に昇任。2002年に定年退官、名誉教授となる。東洋大学文学部に転じ、2009年9月より2020年3月まで同大学長。退任後は名誉教授。2013年から放送大学においても講師を務める。

## 大乗と部派の差異について
小乗（部派）では修行の最終の地位は阿羅漢であるのに対して、大乗では最終的に仏となることを目標に掲げるという説を唱えている。

## 禅との関わり
東大学部在学中に参禅サークルに入り、秋月龍珉に師事、「祖珉」の居士号を授かる。。

## 武道との関わり
武道に造詣が深く、同じ唯識研究者の横山紘一と共に、鹿島神流を熱心に実践している。

## 著書
- 『良寛の詩と道元禅』（大蔵出版） 1978.12
- 『唯識の構造』（春秋社） 1985.10、新装版 2001.8
- 『大乗起信論読釈』（山喜房仏書林） 1985.10
- 『大乗仏教入門』（佼成出版社） 1986.2、改訂版 2003.10
- 『はじめての禅』（講談社現代新書） 1988.6／改題『禅のこころ その詩と哲学』（ちくま学芸文庫） 2010.1
- 『「覚り」と「空」 インド仏教の展開』（講談社現代新書） 1992.1／改題『インド仏教の歴史』（講談社学術文庫） 2004.2
- 『唯識の探究 『唯識三十頌』を読む』（春秋社） 1992.4、新装版 2001.10
- 『良寛 日本人のこころの原点』（廣済堂出版） 1994.7
- 『知の体系 迷いを超える唯識のメカニズム』（佼成出版社） 1996.6
- 『仏教は本当に意味があるのか』（大東出版社） 1997.11
- 『良寛『法華讃』評釈 『法華経』の深旨を開く』（春秋社） 1997.7
- 『親鸞と一遍』（法藏館） 1999.8／講談社学術文庫 2017.6
- 『唯識のこころ 『観心覚夢鈔』を読む』（春秋社、新・興福寺仏教文化講座） 2001.6
- 『良寛さまと読む法華経』（大東出版社） 2001.7
- 『禅の哲学 自己の真実を尋ねる』（沖積舎） 2002.7
- 『西田幾多郎と仏教 禅と真宗の根底を究める』（大東出版社） 2002.11
- 『般若心経を読みとく 仏教入門の第一歩』（大東出版社） 2003.7／角川ソフィア文庫 2017.7
- 『華厳とは何か』（春秋社） 2004.3、新装版 2017.4
- 『西田幾多郎と鈴木大拙 その魂の交流に聴く』（大東出版社） 2004.11
- 『『正法眼蔵』講義 現成公案・摩訶般若波羅蜜』 （大法輪閣） 2005.1
- 『禅と唯識 悟りの構造』（大法輪閣） 2006.3
- 『『正法眼蔵』講義 仏性』（大法輪閣） 2007
- 『入門 哲学としての仏教』（講談社現代新書） 2009.4
- 『『成唯識論』を読む』（春秋社、新・興福寺仏教文化講座） 2009.5
- 『『華厳五教章』を読む』（春秋社） 2009.11
- 『日本浄土教の世界』（大東出版社） 2012.2
- 『〈宗教〉の核心　西田幾多郎と鈴木大拙に学ぶ』（春秋社） 2012.10
- 『大乗仏教のこころ』（大東出版社） 2013.9
- 『禅の思想を知る事典』（東京堂出版） 2014.1
- 『日本仏教 思想のあゆみ』（講談社学術文庫） 2015.3
- 『心とはなにか 仏教の探究に学ぶ』（春秋社） 2016.8
- 『ブッディスト・エコロジー 共生・環境・いのちの思想』（ノンブル社） 2016.10
- 『『大乗起信論』を読む』（春秋社） 2017.1
- 『井上円了 その哲学・思想』（春秋社） 2017.10
- 『鈴木大拙 日本人のこころの言葉』（創元社） 2018.6
- 『空海の哲学』（講談社現代新書） 2020.3
- 『『秘蔵宝鑰』を読む』（春秋社） 2020.9
- 『唯識・華厳・空海・西田 東洋哲学の精華を読み解く』（青土社） 2021.4
- 『空海の言語哲学 『声字実相義』を読む』（春秋社） 2021.7
- 『空海の究極へ 『秘密曼荼羅十住心論』を読む』（青土社） 2022.4
- 『道元の〈哲学〉 脱落即現成の世界』（春秋社） 2022.6
- 『井上円了 その仏教思想』（青土社） 2022.9
- 『新・空海論 仏教から詩論、書道まで』（青土社） 2023.6
- 『良寛 その仏道』（青土社） 2024.6
- 『はじめての大乗仏教』（講談社現代新書） 2025.1
- 『空海と華厳思想』（春秋社） 2025.7

### 共編著
- 『親鸞を歩く』（土田ヒロミ写真、佼成出版社、写真紀行日本の祖師） 1992.1
- 『ブッダの宇宙を語る 華厳の思想』上・下（日本放送出版協会） 2002.3-9

NHK教育テレビ「シリーズ こころの時代」放送講座テキスト
- 『共生のかたち 「共生学」の構築をめざして』（松尾友矩、誠信書房） 2006.5
- 『サステイナビリティとエコ・フィロソフィ 西洋と東洋の対話から』（中川光弘、ノンブル社） 2010.3
- 『井上円了 妖怪玄談』（監修、大東出版社） 2011.1
- 『いま、生きる良寛の言葉』（監修、青春出版社、青春新書） 2011.6
- 『仏教と儒教 日本人の心を形成してきたもの』（放送大学 教材） 2013.3
- 『日本仏教のあゆみ 信と行』（NHK出版） 2015.3 - 教育テレビ「シリーズ こころの時代」放送テキスト
- 『良寛「法華讃」』（全国良寛会監修、春秋社） 2019.5
- 『鈴木大拙 願行に生きる　その生涯と西田幾多郎との交遊』上・下（NHK出版） 2023.3-9

「シリーズ ラジオ 宗教の時間」放送講座テキスト

### 翻訳・注釈
- 『趙州録 Ⅱ』（四季社、傍訳全書 禅語録 第10巻） 2002.7
- 『新国訳大蔵経 釈経論部 11・12 金剛仙論』（大竹晋共校註、大蔵出版） 2003 - 2004
- 『エリアーデ仏教事典』（ジョゼフ・キタガワ, Mark D.Cummings編、木村清孝, 末木文美士共編訳、法藏館） 2005.10

## 論文
- CiNii>竹村牧男
- INBUDS>竹村牧男